# André Guesdon
Pour les articles homonymes, voir Guesdon.
André Guesdon est un footballeur français né le 14 octobre 1948 à Bénouville et mort le 15 septembre 2020 à Monaco.

## Biographie
Après avoir débuté à Caen, il évolue comme défenseur à Monaco. En décembre 1971, il est convoqué pour la première fois en Equipe de France Espoirs pour un match contre la Bulgarie. Il est finaliste de la Coupe de France en 1974 avec l'équipe de la Principauté. 
Puis il joue à Bastia et participe à l'épopée européenne des bastiais et joue les deux finales de la Coupe de l'UEFA en 1978. Il termine sa carrière professionnelle à Nice en 1981. 
Il s'engage, courant octobre 2008, comme entraîneur-adjoint avec Brest jusqu'en juin 2010, en collaboration avec Gérald Baticle. Titulaire du diplôme d'entraîneur professionnel de football (DEPF) à l'inverse de Baticle, c'est Guesdon qui est référencé comme entraîneur sur une feuille de match, Baticle étant officiellement manager sportif.

## Carrière de joueur
- 1961-1963 :  ASPTT Caen
- 1963-1971 :  SM Caen
- 1971-1976 :  AS Monaco
- 1976-1978 :  SC Bastia
- 1978-octobre 1978 :  Girondins de Bordeaux
- novembre 1978-1981 :  OGC Nice
- 1981-1982 :  SC Cogolin
- 1982-1983 :  ES Le Cannet-Rocheville
- 1983-1984 :  FC Bassin d'Arcachon[5]

## Carrière d'entraîneur
- 1981-1982 :  SC Cogolin
- 1982-1983 :  ES Le Cannet-Rocheville
- 1983-1984 :  FC Bassin d'Arcachon
- 1984-1988 :  ES Viry-Châtillon
- 1988-1996 :  Angers SCO B
- 1996-1997 :  Angers SCO
- 1998- ??? :  Châteauroux B
- 2008-2009 :  Stade brestois 29 (adjoint)

## Palmarès
- Finaliste de la Coupe de France 1974 avec l'AS Monaco
- Finaliste de la Coupe de l'UEFA 1978 avec le SC Bastia